# Woody Allen

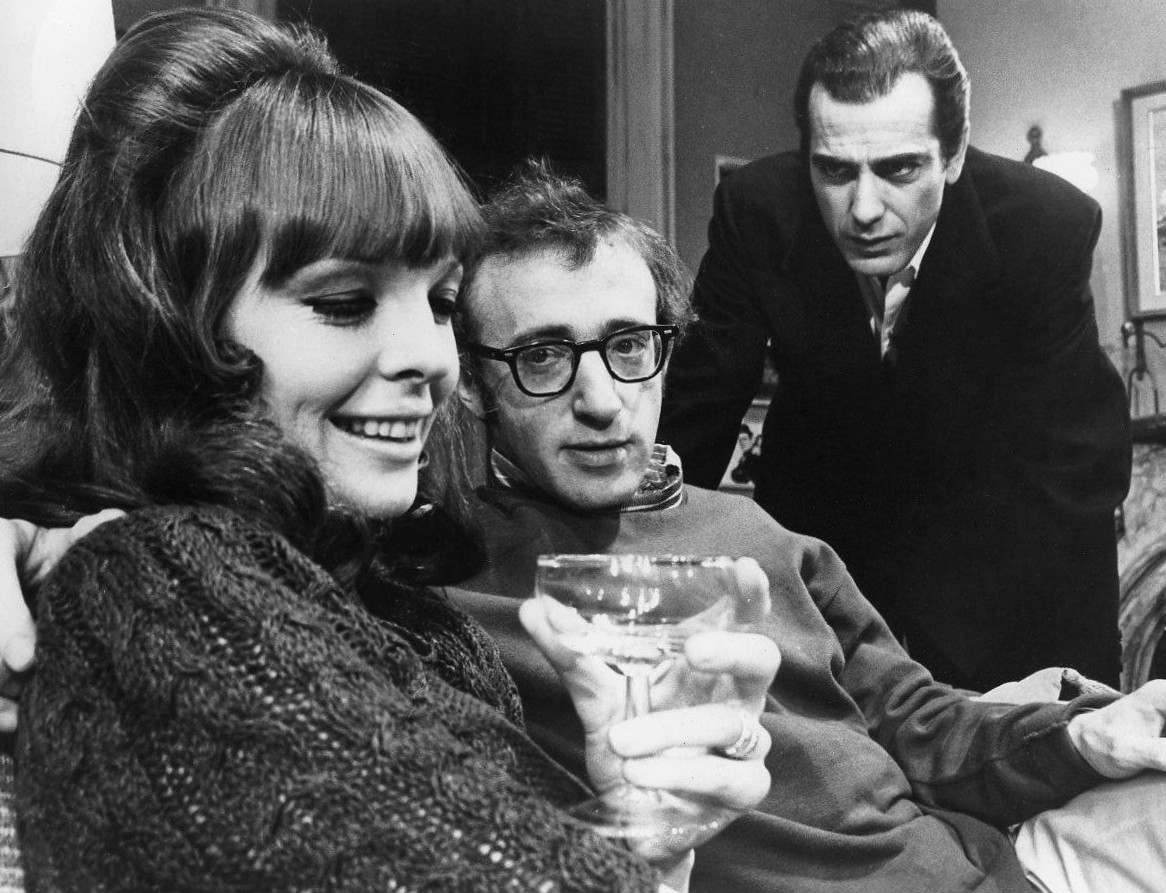
Diane Keaton, Woody Allen och Jerry Lacy i scenuppsättningen av En gång till, Sam 1969, som föregick filmatiseringen av samma historia tre år senare.

Heywood "Woody" Allen, ursprungligen Allan Stewart Konigsberg, född 30 november (men officiellt registrerad som född 1 december) 1935 i Bronx i New York, är en amerikansk filmregissör, manusförfattare, skådespelare, komiker och musiker. Allen har under sin karriär vunnit fyra Oscarsstatyetter.

## Biografi

### Bakgrund
Woody Allen föddes som Allan Stewart Konigsberg, son till Nettie (född Cherry; 1906–2002) och Martin Konigsberg (1900–2001), två andragenerationens ashkenazi-judiska invandrare. Allen föddes i Bronx, men växte huvudsakligen upp i Flatbush i Brooklyn, där systern Letty kom att födas 1944. I samband med att Allen inledde sin karriär som komiker och författare av skämt antog han artistnamnet Woody Allen – som 17-åring ändrade han sitt registrerade namn från Allan Stewart Konigsberg till Heywood Allen (med smeknamnet "Woody").

### Film och komedi
Woody Allen spelar ofta själv huvudrollen som neurotisk, judisk New York-bo i sina filmer. Staden New York kan ofta ses som en "extra huvudroll" i filmerna, då många av hans filmer är inspelade där. Några filmer har även spelats in på andra platser: vissa delar av Annie Hall (1977) i Los Angeles, delar av Alla säger I Love You (1996) i Venedig och Paris, och på senare år har han även spelat in flera filmer i Spanien och Storbritannien. Annars lämnar Allen ogärna staden New York.
Under 1960-talet gjorde Allen karriär som ståuppkomiker. Vissa föreställningar spelades in och går att få tag på LP och CD.
År 1974 belönades han med Nebulapriset i klassen "Bästa dramatisering" för Sjusovaren (på engelska Sleeper).
Två av Allens favoritregissörer är Ingmar Bergman och Federico Fellini. De har också i viss utsträckning påverkat Allens filmkonst, särskilt efter de "lättare komedierna" på 1970-talet. Exempel där sådana influenser kan märkas är Interiors 1978 (Bergman) och Stardust Memories 1980 (Fellini). När det gäller den renodlade, ofta absurda och judiskt influerade komedin har Bröderna Marx och då särskilt Groucho Marx varit stora förebilder. Groucho Marx kommenterade själv detta på sin ålders höst då han menade att Allen visserligen inspirerats av Bröderna Marx men att Allen utvecklat denna komedityp och lyckats finna sin egen, unika stil.
Med filmen Annie Hall (1977) kom hans riktigt stora genombrott. Filmen vann en Oscar för bästa film 1977, vilket är högst ovanligt för en komedi. Själv prisades han för Bästa regi samt Bästa manus och var även nominerad som Bästa manliga huvudroll. 1987 vann han sin tredje Oscar för manuset till Hannah och hennes systrar (1986) och 2012 vann han sin fjärde Oscar, även den för Bästa manus, för Midnatt i Paris (2011). Sammanlagt har han fått 23 Oscarsnomineringar, 15 gånger som manusförfattare, sju som regissör och en gång som skådespelare. Detta gör honom till en av de personer som nominerats flest gånger. Allen själv har aldrig varit på plats på galan för att motta sina priser. Enda gången han besökt galan var 2002 när han höll ett tal om sin hemstad New York och bad filmskapare att fortsätta göra film i staden även efter terroristattackerna 11 september 2001. Talet möttes med stående ovationer.

### Jazzklarinettist

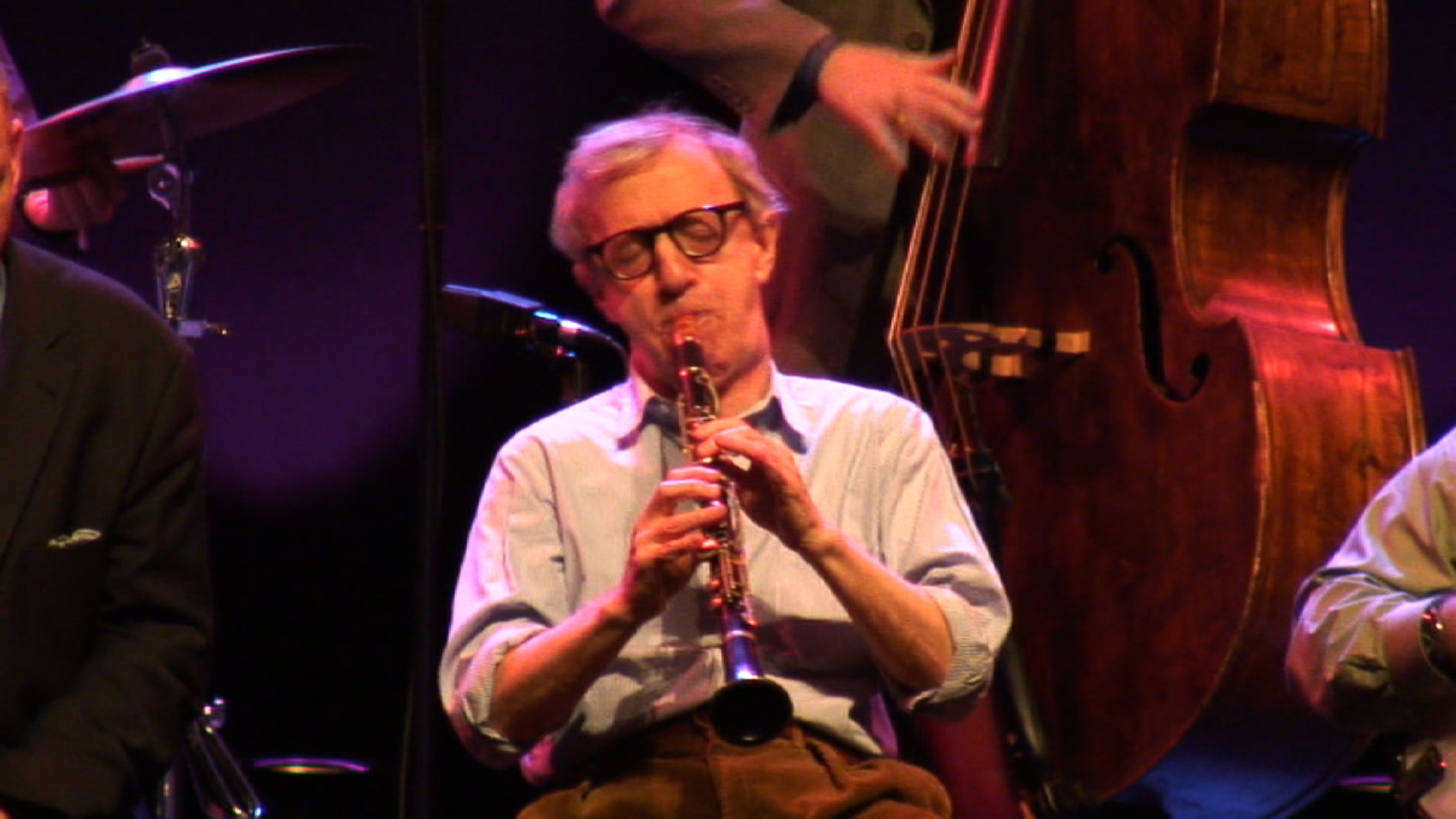
Woody Allen under ett musikuppträdande i Lissabon 2006.

Woody Allen har ibland turnerat som jazzklarinettist och spelar så gott som varje måndagskväll klarinett på Café Carlyle i New York.

### Privatliv
Den 15 mars 1956 gifte sig den då endast tjugoårige Allen med Harlene Rosen. De skilde sig 1959. Den 2 februari 1966, då Allens karriär som manusförfattare börjat komma igång på allvar, gifte han sig med skådespelerskan Louise Lasser. I samma veva flyttade han in i den lägenhet vid 930 Fifth Avenue på New Yorks Upper East Side som han sedan bodde i ända fram till slutet av 1990-talet. År 1969 skilde sig Allen och Lasser. 
I början av 1970-talet inledde han ett förhållande med skådespelerskan Diane Keaton, ett förhållande som bland annat kom att ge stoff till hans oscarsbelönade film Annie Hall (1977), där Keaton själv spelar huvudrollen (hennes verkliga flicknamn var Diane Hall). Allens och Keatons verkliga förhållande varade formellt 1970–71, samt en tid därefter under mindre formella förhållanden. De har förblivit nära vänner, och Keaton har fortsatt att spela roller i många av Allens filmer. 
Från 1981 var Allen tillsammans med Mia Farrow. Trots det långvariga förhållandet (1981–1991) behöll de hela tiden var sin lägenhet: Allen hade sin på Upper East Side och tvärs över Central Park levde Farrow och hennes många adoptivbarn i en våning på Upper West Side. Allen och Farrow adopterade ett barn tillsammans och har även biologiska sonen Ronan Farrow gemensamt. Deras förhållande, som bland annat innebar många huvudroller för Farrow i Allens filmer, ebbade ut runt 1991. I januari 1992 säger sig Mia Farrow ha upptäckt fotografier av sexuell karaktär på Farrows då 21-åriga adoptivdotter Soon-Yi Previn. Historien utvecklade sig till en skandal som briserade under 1992, med ömsesidiga anklagelser mellan Allen och Farrow samt vårdnadstvister rörande deras två gemensamma barn Dylan och Satchel. Den 22 december 1997 gifte sig Allen och Soon-Yi i Venedig och har sedan dess adopterat två egna barn.
Woody Allen har i intervjuer sagt att han är ateist.

## Filmografi i urval
- 1966 – Operation Tiger Lily (What's Up, Tiger Lily?, där han skrev nytt manus, "överdubbade" och klippte om en befintlig japansk actionfilm)
- 1967 – Casino Royale (endast som skådespelare)
- 1969 – Ta pengarna och stick! (Take the Money and Run)
- 1971 – Bananas
- 1972 – En gång till, Sam (Play It Again, Sam, där han står för manus men ej regi)
- 1972 – Allt du skulle vilja veta om sex, men varit för skraj att fråga om (Everything You Always Wanted to Know About Sex (But Were Afraid to Ask))
- 1973 – Sjusovaren (Sleeper)
- 1975 – Död och pina (Love and Death)
- 1976 – Aldrig i livet! (The Front, endast som skådespelare)
- 1977 – Annie Hall
- 1978 – Interiors
- 1979 – Manhattan
- 1980 – Stardust Memories
- 1982 – En midsommarnatts sexkomedi (A Midsummer Night's Sex Comedy)
- 1983 – Zelig
- 1984 – Broadway Danny Rose
- 1985 – Kairos röda ros (The Purple Rose of Cairo)
- 1986 – Hannah och hennes systrar (Hannah and Her Sisters)
- 1987 – Radio Days
- 1987 – September
- 1988 – En annan kvinna (Another Woman)
- 1989 – New York Stories (regisserade en av delarna: "Oedipus Spex" ("Oedipus Wrecks"))
- 1989 – Små och stora brott (Crimes and Misdemeanors)
- 1990 – Alice
- 1991 – Scener från en galleria (Scenes from a Mall, endast som skådespelare)
- 1992 – Skuggor och dimma (Shadows and Fog)
- 1992 – Fruar och äkta män (Husbands and Wives)
- 1993 – Manhattan Murder Mystery
- 1994 – Kulregn över Broadway (Bullets Over Broadway)
- 1995 – På tal om Afrodite (Mighty Aphrodite)
- 1996 – Alla säger I Love You (Everyone Says I Love You)
- 1997 – Harry bit för bit (Deconstructing Harry)
- 1998 – Wild Man Blues (endast som skådespelare)
- 1998 – Kändisliv (Celebrity)
- 1998 – Antz (endast röst)
- 1999 – Dur och moll (Sweet and Lowdown)
- 2000 – Småtjuvar emellan (Small Time Crooks)
- 2001 – Skorpionens förbannelse (The Curse of the Jade Scorpion)
- 2002 – Hollywood Ending
- 2003 – Anything Else
- 2004 – Melinda och Melinda (Melinda and Melinda)
- 2005 – Match Point
- 2006 – Scoop
- 2007 – Cassandra's Dream
- 2008 – Vicky Cristina Barcelona
- 2009 – Whatever Works
- 2010 – Du kommer att möta en lång mörk främling (You Will Meet a Tall Dark Stranger)
- 2011 – Midnatt i Paris (Midnight in Paris)
- 2012 – Förälskad i Rom (To Rome with Love)
- 2013 – Fading Gigolo (endast som skådespelare)
- 2013 – Blue Jasmine
- 2014 – Magic in the Moonlight
- 2015 – Irrational Man
- 2016 – Café Society
- 2016 – Crisis in Six Scenes (TV-serie)
- 2017 – Wonder Wheel
- 2019 – A Rainy Day in New York
- 2020 – Rifkin's Festival